# دیدگاه‌های سیاسی آلبرت اینشتین
بیشتر شهرت آلبرت اینشتین به دلیل تئوری نسبیت او در فیزیک است؛ ولیکن او علاوه بر فیزیک در سیاست نیز فعال بود. در بسیاری موارد به دلیل شهرت او، نظر وی در مورد مسائلی کاملاً غیرمرتبط با فیزیک و ریاضیات که تخصص او بود مورد پرسش قرار می‌گرفت. او به دلیل موقعیت اجتماعی توانایی آن را داشت که در زمانی که بسیاری به دلیل قدرت آلمان نازی ساکت بودند، نظرات واقعی خود را اعلام کند.

## انسان‌دوستانه
اینشتین در سال ۱۹۲۷ در کنگره لیگ ضد امپریالیسم شرکت کرد.

## مرتبط با آلمان
اینشتین در اولم آلمان به دنیا آمده بود و یک شهروند آلمانی بود. اینشتین فردی با دیدگاه‌های سیاسی پاسیفیست (آشتی‌جو) بود و با دیدگاه‌های امپراطوری آلمان مخالف بود. در سن ۱۷ سالگی او شهروندی آلمان را رد کرد و به سوئیس برای تحصیل رفت. این امر باعث شد که او در خدمت سربازی شرکت نکند. او در برابر مقاله نود و سه که در آن نود و سه فرد دانشگاهی مطرح آلمان از تلاشهای آلمان در جنگ حمایت کرده بودند به همراه دو نفر دیگر مقاله‌ای به نام مقاله سه بر ضد آن نوشت. اینشتین در سال ۱۹۱۴ در دانشگاه برلین پستی به دست آورد و در زمان جنگ جهانی اول در آلمان بود. اینشتین در این زمان شهروندی آلمانی خود را دوباره به دست آورد. در سال ۱۹۱۸ او یکی از مؤسسین حزب دموکرات آلمان بود. در سال ۱۹۲۱ او در کنگره سولوای در بلژیک شرکت نکرد به دلیل اینکه بقیه آلمانیها از آن منع شده بودند. در سال ۱۹۲۲ او فعالیت زیادی برای حمایت از لیگ ملتها - که بعدها تبدیل به سازمان ملل شد - کرد. او تلاش زیادی برای بهبود روابط فرانسه و آلمان کرد.
او در سال ۱۹۳۲ به ایالات متحده رفت و در انستیتو تکنولوژی کالیفرنیا و در انستیتو مطالعات پیشرفته در پرنستون شروع به کار کرد. او در سال ۱۹۳۳ مجدداً شهروندی آلمانی خود را کنار گذاشت.
در دهه ۱۹۳۰ اینشتین تلاش زیادی برای حمایت از یهودیان اروپا و تلاش برای متقاعد کردن دولت آمریکا به اعطای ویزا به آنان می‌کرد. او مبالغ زیادی برای سازمانهای صهیونیستی جمع کرد و مؤسس کمیته نجات بین‌المللی برای یهودیان بود.
در آلمان در این زمان مخالفت بسیار زیادی با اینشتین وجود داشت. برندگان جایزه نوبل آلمانی نظیر فیلیپ لنارد و یوهان استارک مقالات زیادی علیه نظریات او می‌نوشتند و آن را فیزیک یهودی می‌خواندند. فیلیپ لنارد معتقد بود که اینشتین نظریه برابری ماده و انرژی را از فردریش هاسنوهرل دزدیده‌است. در این زمان مردی که بقیه را به کشتن اینشتین تشویق می‌کرد تنها شش دلار جریمه شد.
بعد از جنگ جهانی دوم اینشتین هیچگاه آلمان را نبخشید. او هرگونه ارتباطی با آلمان را رد می‌کرد و تعداد زیادی جایزه توسط دانشگاه‌های آلمانی را رد کرد.

## صهیونیسم

### پیش از استقلال اسرائیل
اینشتین یکی از طرفداران مهم صهیونیسم کارگری  و همکاری بین اعراب و اسرائیل بود. او طرفدار تشکیل کشور یهودی در سرزمین فلسطین بود. او یک سایون فرهنگی نیز بود.
صحبتهای او در مورد سایون توسط مؤسسه چاپ مک میلان در سال ۱۹۳۱ منتشر شده‌است. این مقالات در سال ۱۹۳۳ در کتابی به نام ماین ویتبلد که به انگلیسی به نام دنیا آنگونه که من آن را می‌بینم چاپ شد و در مقدمه کتاب به یهودیان آلمان تقدیم شد.
اینشتین در سال ۱۹۴۶ در برابر کمیته آمریکایی-انگلیسی بیان کرد که موافق تأسیس کشور یهودی نیست؛ ولیکن در سال ۱۹۴۷ در نامه به جواهر لعل نهرو تلاش کرد که موافقت او را برای تأسیس کشور یهودی به دست آورد و نوشت که اعلامیه بلفور برای تأسیس کشور یهودی در فلسطین باعث ایجاد تعادل در عدالت خواهد شد.
اینستین قویاً حامی مهاجرت نامحدود یهودیان به فلسطین بود.

### پس از استقلال اسرائیل

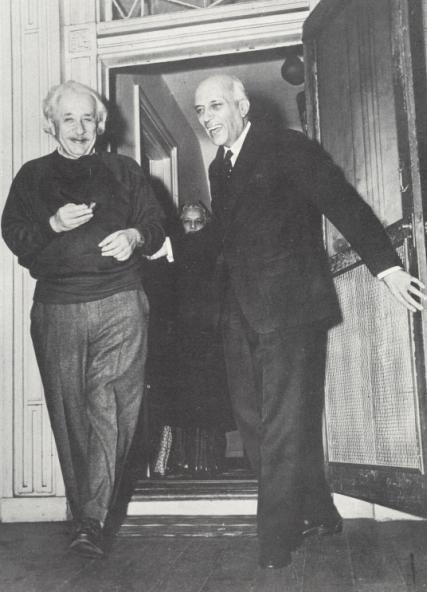
آلبرت اینشتین و جواهرلعل نهرو در پرینستن، نیوجرسی

بعد از اینکه کشور اسرائیل تأسیس شد و جنگ ایجاد شد، اینشتین در نامه‌ای به نیویورک تایمز در سال ۱۹۴۸ از مناخم بگین به شدت انتقاد کرد و حزب او را مسئول کشتار دیر یاسین دانست.  اینشتین گفت حزبی که که امروز «از آزادی، دمکراسی و امپریالیسم ستیزی حرف می زند... در اعمالش است که این حزب تروریستی به شخصیت واقعیش خیانت می کند» او همچنین از سازمان نظامی ملی در سرزمین اسرائیل انتقاد کرد و آن را «یک سازمان تروریستی، دست راستی، شوونیستی» خواند.
این نامه باعث شد بعضی تصور کنند که اینشتین ضد صهیونیست است ولیکن بیشتر نگرانی اینشتین برای آینده اسرائیل بود. وقتی ترومن رئیس‌جمهور آمریکا در سال ۱۹۴۸ اسرائیل را به رسمیت شناخت اینشتین آن را «تحقق یافتن آرزوهای یهودی» دانست. اینشتین همچنین از هنری والاس به عنوان نایب رئیس‌جمهور طرفداری می‌کرد که طرفدار شوروی و اسرائیل بود.
اینشتین در هیئت رئیسه دانشگاه عبری اورشلیم از ابتدای تأسیس آن بود.
وقتی حییم وایزمن در سال ۱۹۵۲ از دنیا رفت، از اینشتین درخواست شد که رئیس‌جمهور دوم اسرائیل شود ولیکن او گفت که نه توانایی و نه علاقه به تعامل با انسانها دارد. او نوشت: «این افتخار بسیار بزرگی برای من است و من بسیار ناراحتم و شرمسارم که نمی‌توانم آن را بپذیرم».[سایون نام کوه مقدس در اورشلیم است که اعراب آن را به اشتباه سهیون میگویند.]

## حقوق اجتماعی
اینشتین طرفدار قانون حقوق اجتماعی بود و به بدرفتاری با آفریقایی-آمریکاییها اعتراض می‌کرد. او که به دلیل یهودی بودن در آلمان به شدت مورد تبعیض قرار گرفته بود به تمامی سازمانهایی که برای حقوق آفریقایی-آمریکاییها فعالیت می‌کردند کمک می‌کرد. وقتی ماریان آندرسون خواننده سیاهپوست آمریکایی به دلیل سیاه بودن نتوانست اتاق هتل بگیرد اینشتین او را به خانه خود دعوت کرد. بعد از شورشهای نژادی در تنسی در سال ۱۹۴۶ که به درگیری شدید پلیس و آفریقایی-آمریکاییها منجر شد اینشتین به طرفداری از آنان برخاست.

## حقوق همجنسگرایان
اینشتین طرفدار همجنسگرایان بود و نامه پاراگراف ۱۷۵ برای تغییر در قانون مجازات همجنسگرایان در آلمان را امضاء کرد. این درخواست حدود سی سال در بین نخبگان آلمان می‌گشت و از حمایت نخبگان یهودی به شدت برخوردار بود.

## بمب اتمی
در سال ۱۹۳۹ لئو زیلارد فیزیکدان یهودی مجارستانی به همراه اینشتین در نامه‌ای به فرانکلین روزولت ایالات متحده را تشویق به تولید بمب اتمی کرد. در سال ۱۹۳۹ الکساندر سکز مشاور یهودی روزولت نامه اینشتین-زیلارد را به رئیس‌جمهور داد و او را از اهمیت آن مطلع کرد. روزولت این درخواست را قبول کرد و دستور شروع تحقیقات مخفی برای تولید بمب اتمی را داد.
در سال ۱۹۴۲ این تلاشها منجر به ایجاد پروژه منهتن شد که بزرگترین تحقیقات اتمی تا آن زمان بود. در سال ۱۹۴۵ ایالات متحده به کمک کانادا و انگلستان موفق به تولید اولین بمب اتمی شد که بر روی شهرهای هیروشیما و ناکازاکی استفاده شد. اینشتین در تولید بمب اتم غیر از تلاش برای ایجاد تحقیقات برای آن نقش زیادی نداشت و تنها به ارتش ایالات متحده در زمینه سئوالهای مرتبط با کارکرد آن همکاری می‌کرد.

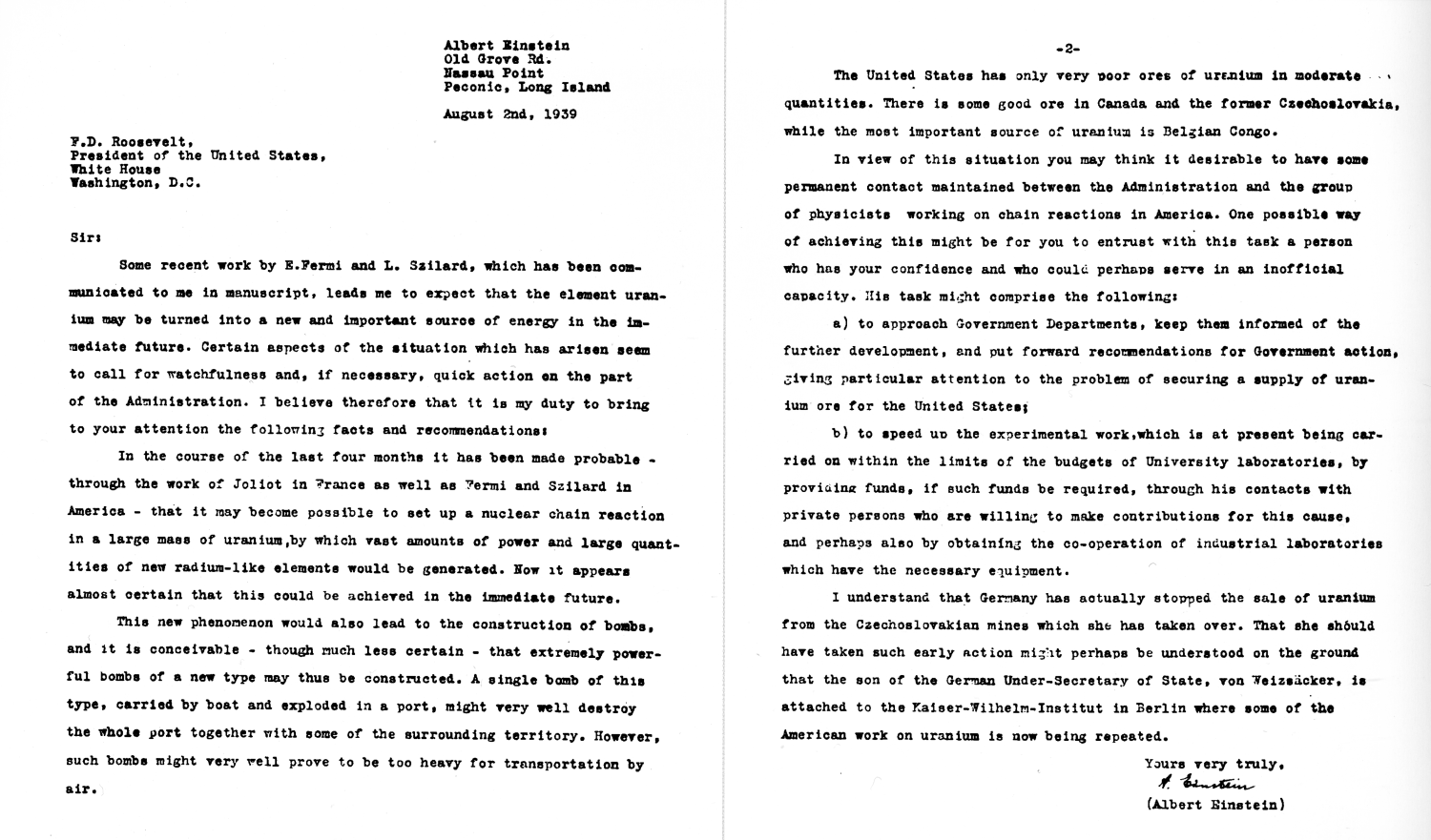
نامه زیلارد و اینشتین به روزولت برای تشویق دولت آمریکا به تولید بمب اتمی.

بنا به گفته لینوس پائولینگ اینشتین بعدها از نامه خود به روزولت پشیمان شد. در سال ۱۹۴۷ اینشتین در مقاله‌ای در روزنامه آتلانتیک ماهانه نوشت که ایالات متحده نباید تنها دارنده بمب اتمی باشد و بلکه باید سازمان ملل به بمب اتمی مسلح شود تا بتواند صلح را در دنیا برقرار کند.

## جنگ سرد
اینشتین که روابط خوبی با آلمان نازی نداشت تلاش زیادی برای کمک به کشورهای غربی و شوروی کمونیستی می‌کرد. در زمان دوره مک‌کارتی که مخالفت با کمونیسم در ایالات متحده شدید شده بود اینشتین در مورد دولت جهانی مطلب می‌نوشت. در سال ۱۹۴۹ او در مقاله‌ای در ریویو ماهانه در مورد تشویق به سوسیالیسم نوشت. او در این مقاله از کاپیتالیسم انتقاد کرد و آن را سرمنشا مسائل منفی دانست. اینشتین به همراه آلبرت شویتزر و برتراند راسل تلاش کرد که جلوی آزمایشهای اتمی و بمبهای اتمی را بگیرد. چند روز قبل از مرگش، او نامه راسل-اینشتین را نوشت که به کنفرانس پوگواش در مورد علم و مسائل دنیا منجر شد.
اینشتین عضو گروه‌های حقوق اجتماعی نظیر NAACP بود و از این رو توسط افرادی نظیر دو بوآ به کمونیست بودن متهم شد.
اینشتین در سال ۱۹۴۶ به همراه ربی اسرائیل گلدستین تلاش کرد که دانشگاهی یهودی سکولاری ایجاد کند که برای تمامی دانشجویان آزاد باشد. هدف او این بود که این دانشگاه به مسائل یهودی و تورات آگاه بوده و به ایده‌آلهای آمریکایی دموکراسی پایبند باشد. اینشتین قصد داشت که یک انگلیسی به نام هارولد لاسکی را مسئول این دانشگاه بسازد که توسط بعضی یک کمونیست دانسته می‌شد. اینشتین از تلاشهای خود برای این دانشگاه کناره گرفت و بعدها این دانشگاه در سال ۱۹۴۸ به نام دانشگاه براندایس راه‌اندازی شد.

## سوسیالیسم
اینشتین طرفدار سوسیالیسم بود و از کاپیتالیسم بیزار بود. او همچنین در نوشتارهای خود از رهبر شوروی کمونیست، ولادیمیر لنین به خوبی یاد کرده‌است. او نوشته‌است:
من از لنین به عنوان فردی که خود را برای ایجاد عدالت اجتماعی قربانی کرده‌است تقدیر می‌کنم. من روشهای او را عملی نمی‌دانم، ولیکن یک چیز حتمی است، مردانی مانند او محافظ و بازگردانندهٔ انسانیت هستند.
به دلیل ارتباط اینشتین با آلمان، صهیونیسم و ایده‌آلهای سوسیالیستی او و دید مثبتش نسبت به کمونیسم او توسط اف.بی.آی. تحت نظر بود و فایلی در مورد او وجود داشت. این فایل به قدری بزرگ شد که ۱۴۲۷ صفحه داشت.
اینشتین با سناتور ضد کمونیست، جوزف مک‌کارتی، به شدت مخالف بود و او را دشمن آزادی می‌دانست.